# Die Ungewollten – Die Irrfahrt der St. Louis
Die Ungewollten – Die Irrfahrt der St. Louis ist ein auf einer historischen Begebenheit beruhender deutscher Fernsehfilm aus dem Jahre 2019. Als Passagiere des Kreuzfahrtschiffes MS St. Louis versuchten über 900 Juden und Jüdinnen, 1939 aus Deutschland zu fliehen. Da das Schiff weder in Kuba noch in den USA oder Kanada anlegen durfte, endete die knapp einen Monat dauernde Irrfahrt der St. Louis wieder in Europa.
Die Erstausstrahlung des Films erfolgte am 21. Oktober 2019 in der ARD.

## Handlung
Im Mai 1939 sticht das Kreuzfahrtschiff MS St. Louis in einer Sonderfahrt von Hamburg aus mit dem Ziel Havanna in See. An Bord befinden sich 937 Jüdinnen und Juden, die Urlaubsvisa für Kuba erstanden haben und so aus Deutschland fliehen wollen. Kapitän Gustav Schröder hat dabei die feste Absicht, seinen Passagieren zu helfen. Dabei stehen ihm der  Steward Hinrich, der NSDAP-Ortsgruppenführer an Bord ist, ebenso gegenüber wie an Bord befindliche Gestapo. Nachdem Kubas Präsident Brú die Visa für ungültig erklärt, die sein Tourismusminister Benitez für die eigene Tasche verkauft hat, erfährt Schröder vom örtlichen HAPAG-Agenten Tinga, dass die Reederei diese Ablehnungen einkalkuliert habe, da die deutsche Propaganda zeigen wolle, dass Juden auch in anderen Ländern nicht erwünscht wären. Schröder erreicht, dass einige Juden an Land gelassen werden, dann muss die St. Louis Kuba verlassen und steuert Miami an. Petitionen an den amerikanischen Präsidenten Roosevelt bleiben jedoch ohne Erfolg. Es steht im Raum, dass eine Aufnahme für die USA angesichts ihrer 12 Millionen Arbeitslosen nicht opportun ist. Aus Angst, zurück nach Deutschland zu müssen, kommt es unter den Passagieren zu Selbstmordversuchen sowie einem Plan, die Herrschaft über das Schiff zu gewinnen. Eine solche Meuterei kann der besonnene Kapitän den Passagieren jedoch ausreden. Schröders Versuch, eine Havarie vorzutäuschen und so die Landung der Passagiere zu erzwingen, scheitert. Zuletzt lehnt auch Kanada ein Einlaufen der St. Louis ab, sodass das Schiff schließlich nach Europa zurückkehren muss.
Das Schlimmste, nun nach Weisung Cuxhaven anzulaufen, wo die Übernahme der Passagiere durch die Gestapo auf ein Schiff außerhalb der  Drei-Meilen-Zone und deren Aufteilung auf Konzentrationslager erfolgen soll, lässt Schröder nicht zu. Knapp einen Monat nach Verlassen des Hamburger Hafens läuft die St. Louis in Antwerpen ein. Vier Länder haben sich zur Aufnahme der noch 907 Passagieren bereit erklärt, die auf Belgien (214), die Niederlande (181), Frankreich (224) und Großbritannien (288) verteilt werden. So überlebten zwei Drittel der Passagiere, ein Drittel wurde in den Folgejahren von den Nazis ermordet. Der Film endet u. a. mit der Bitte um Entschuldigung des kanadischen Premierministers Justin Trudeau im Jahr 2018 für die Ablehnung der Aufnahme der Passagiere.

## Produktion
Bei „Die Ungewollten – Die Irrfahrt der St. Louis“ handelt es sich um eine Produktion der UFA Fiction GmbH. Beteiligt an der Produktion waren die Regionalsendeanstalten NDR, SWR, RBB und HR. Förderer waren die Nordmedia und der Tourism and Film Fund Portugal. Das Drehbuch basiert auf Gustav Schröders Tagebucheinträgen.
Der Film mischt Spielszenen mit Originalaufnahmen sowie mit Berichten damaliger Passagiere. In einigen Szenen sprechen die Darsteller auch direkt in die Kamera, sodass die „vierte Wand“ durchbrochen wird.

## Kritik
Ursula Scheer schrieb in der Frankfurter Allgemeinen Zeitung von „einem zurückhaltenden, ergreifenden Film“ und fast makellosem Dokudrama-Fernsehen, welches dem Kapitän der St. Louis, der in der Gedenkstätte Yad Vashem als „Gerechter unter den Völkern“ gewürdigt wurde, ein Denkmal setze.
Weniger positiv äußert sich Oliver Armknecht auf film-rezensionen.de, wo er anmerkt, dass der Film wenig mitreißend sei und im Grunde wenig geschehe. Positiv hebt er jedoch die Schlussszenen hervor, in denen eine Brücke zur Gegenwart geschlagen werde.

## Sonstiges
Reise der Verdammten aus dem Jahr 1976 ist eine frühere Verfilmung der historischen Ereignisse um die Irrfahrt der St. Louis.